# 太田芳郎

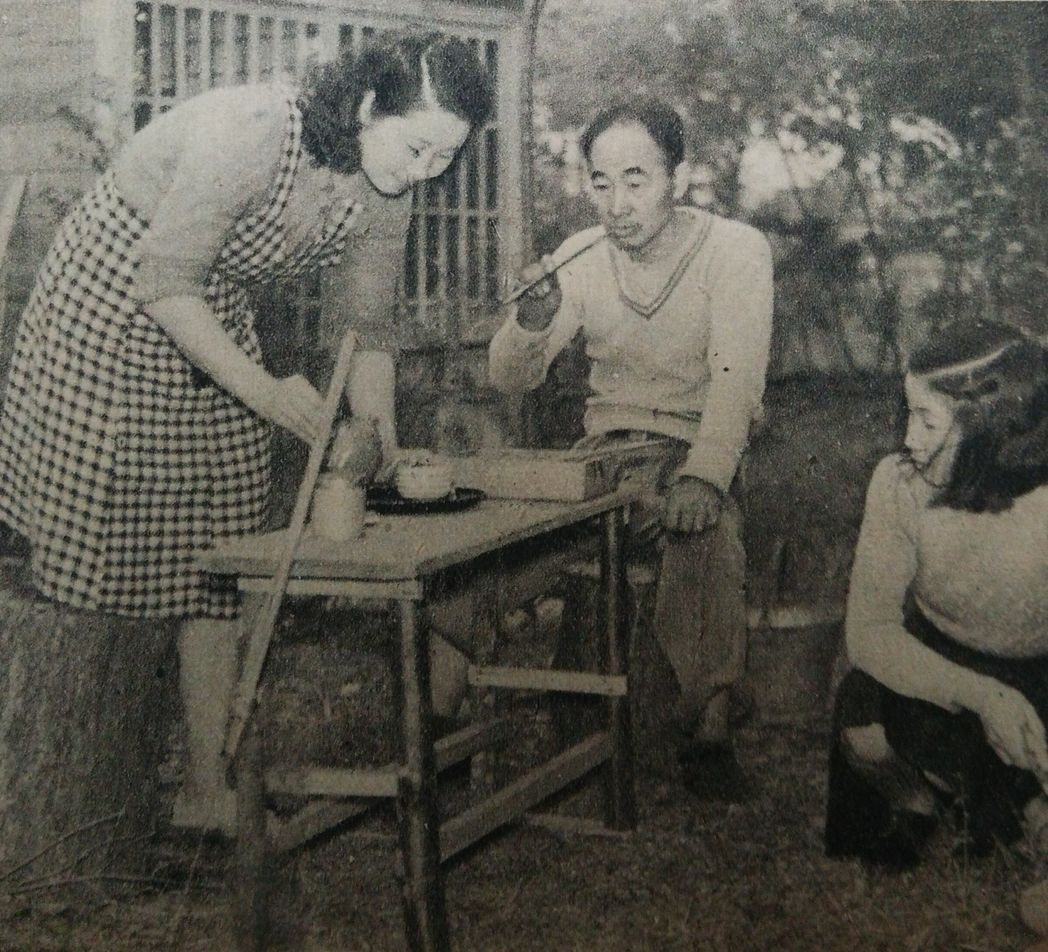
太田芳郎とその家族（『アサヒグラフ』 1948年5月26日号）

太田 芳郎（おおた よしろう、1900年（明治33年）1月11日 - 1993年（平成6年）3月29日）は、日本のテニス選手。新潟県出身。第二次世界大戦前の日本テニス黄金時代に活躍した選手の一人で、戦後もテニスの国際交流と普及につとめた。

## 生涯
「出身地」は新潟県刈羽郡刈羽村赤田北方という。両親は教員。柏崎尋常高等小学校（現在の柏崎市立柏崎小学校）の高等科に進み、テニスに没頭。新潟師範学校（新潟大学教育学部の前身）で学ぶ。柏崎でテニス愛好家団体「柏陽倶楽部」を組織していた洲崎義郎（早稲田大学卒、比角村の名望家出身で村長を務めた。戦後に柏崎市長）の招きを受け、柏陽倶楽部メンバーや早稲田大学の部員と練習を行い、指導を受けた。比角尋常高等小学校（現在の柏崎市立比角小学校）の教員を務めたのち、東京高等師範学校（筑波大学の前身）に入学。東京高等師範学校英語科卒業。1924年パリオリンピックに福田雅之助・原田武一・岡本忠とともに出場する予定であったが、病気のために不参加となり、本田朝次が代わって参加した。
1926年（大正15年）の全日本選手権シングルスで優勝。1927年（昭和2年）から4年間イギリスに留学し、その間にデビスカップ日本代表チームに加わり、4年連続出場。1927年には原田武一・鳥羽貞三・清水善造・太田芳郎・三木龍喜のメンバーでインターゾーン決勝に進み（日本のインターゾーン決勝進出は前年から2年連続）、欧州ゾーンの優勝国フランスと対戦した (1927 International Lawn Tennis Challenge) 。太田はフォア・ハンドの豪球が持ち味で、デビスカップのほかにもヨーロッパの各種大会で活躍し、シングルス連続優勝7回の快挙を果たしている。1931年（昭和6年）、国際テニスクラブ名誉会員。
現役引退後は東京体育専門学校（筑波大学体育専門学群の前身）教授や、東京ローンテニスクラブ支配人を務めた。1967年（昭和42年）から1969年（昭和44年）にデビスカップ監督。
日本庭球協会常務理事などを務め、テニスの国際交流と普及につとめた。
第二次世界大戦後に東京都東村山市に居を定め、1956年（昭和31年）から12年にわたり東村山市教育委員会委員長を務める。その間1964年（昭和39年）に東村山市体育協会設立に尽力し、10年間会長職にあった。太田の縁で、1976年（昭和51年）に東村山市体育協会と柏崎体育団のスポーツ姉妹提携が結ばれ、東村山市と柏崎市のスポーツ交流が始まった。なお、東村山市と柏崎市は、太田の死去後の1995年（平成8年）に姉妹都市提携を結んでいる。
1990年（平成3年）11月、東村山市名誉市民の称号を贈られる。
1993年（平成6年）3月29日、94歳で死去。

## 4大大会の主な戦績
- 全仏 (1930年・最高4回戦) [11]
- ウィンブルドン（1927～30年・最高3回戦）
- 全米（1927年・最高2回戦）

## 国内での主な戦績
- 全日本選手権単優勝（1926年）
- デビスカップ1927～30年出場（シングルス13勝8敗・ダブルス0勝1敗）

## 全日本ランキング
- 1923年3位
- 1924年5位
- 1925年3位
- 1926年1位

## 著書

### 単著
- 『テニス』目黒書店〔日本体育叢書 14〕、1925年
- 『新しい庭球術 : コーチ・練習・試合』目黒書店、1931年
- 『テニス読本』玄理社、1948年
- 『テニス』体育の科学社〔体育シリーズ 7〕、1953年
- 『テニス読本』創世社、1953年
- 『軟式テニスのABC』良文堂、1955年
- 『硬式テニス 基礎と実践』成美堂、1973年

### 共著
- （太田芳郎・宮畑虎彦・太田寿美共著）『庭球』学芸出版社〔キネシオロジーによる新体育・スポーツ選書〕、1961年

## 備考
- 柏崎市で開催されるテニス大会「太田杯」は、太田芳郎がカップを寄贈することで創設された[3]。